# Perry megye (Arkansas)
Perry megye az Amerikai Egyesült Államokban, azon belül Arkansas államban található. Megyeszékhelye és legnagyobb városa Perryville. Lakosainak száma 10 019 fő (2020. április 1.). Perry megye Conway, Garland, Faulkner, Pulaski, Saline és Yell megyékkel határos.

## Népesség
A megye népességének változása:
| Lakosok száma | 10 440 | 10 366 | 10 310 | 10 345 | 10 189 | 10 019 |
|               | 2010   | 2011   | 2012   | 2013   | 2015   | 2020   |